# Halde Beckstraße

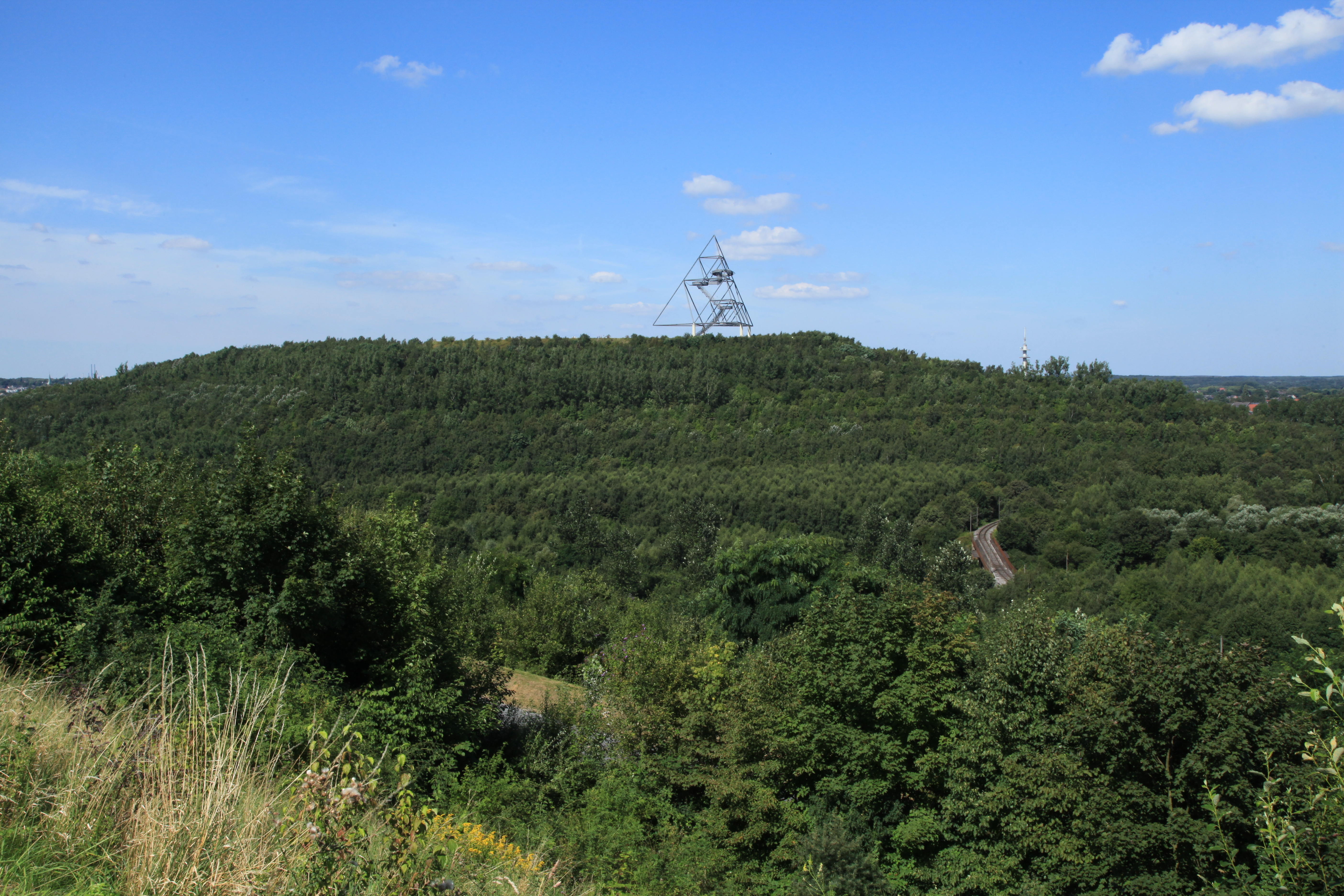
Blick von der Halde Prosperstraße auf die Halde Beckstraße

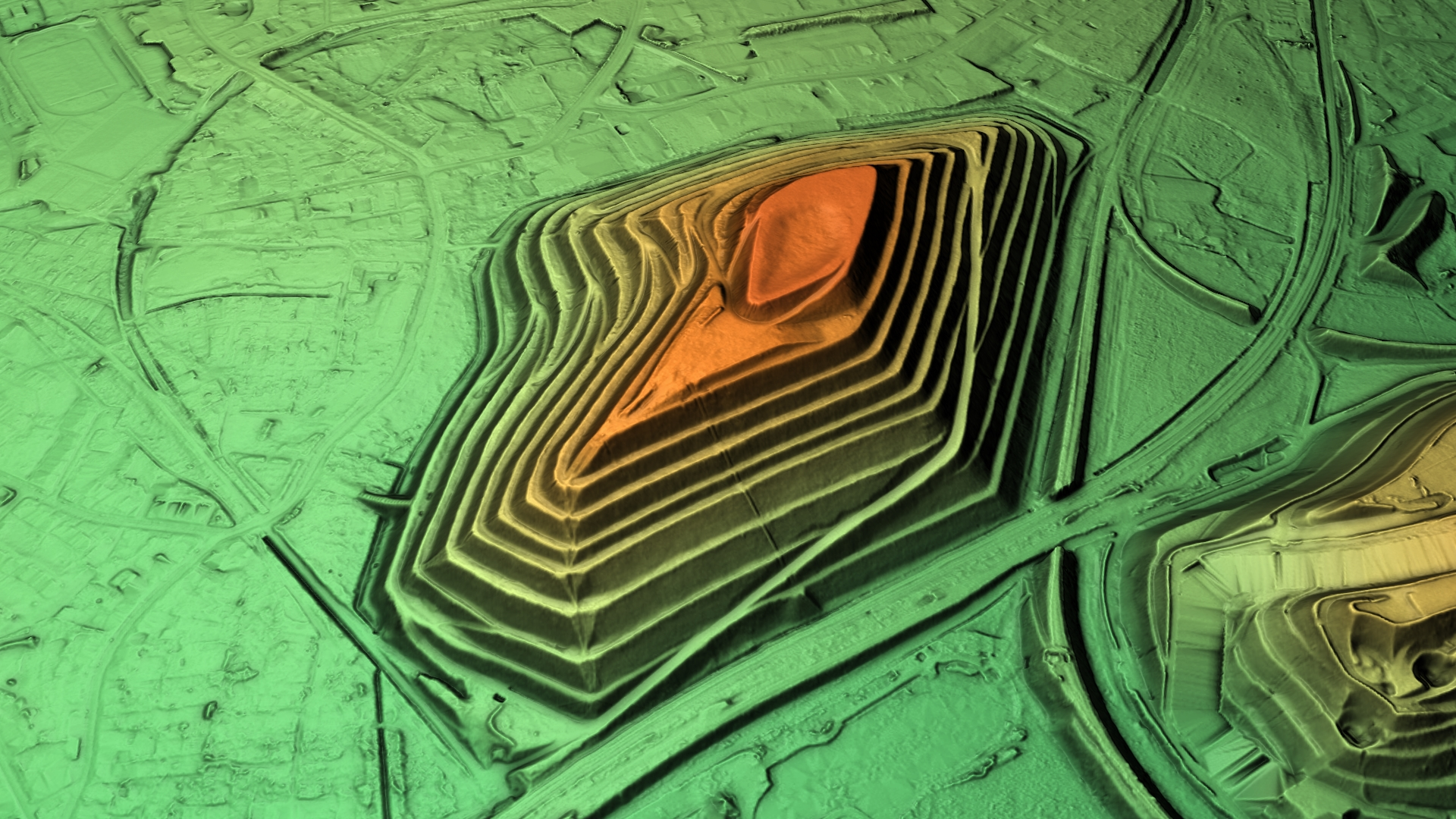
3D-Ansicht des digitalen Geländemodells

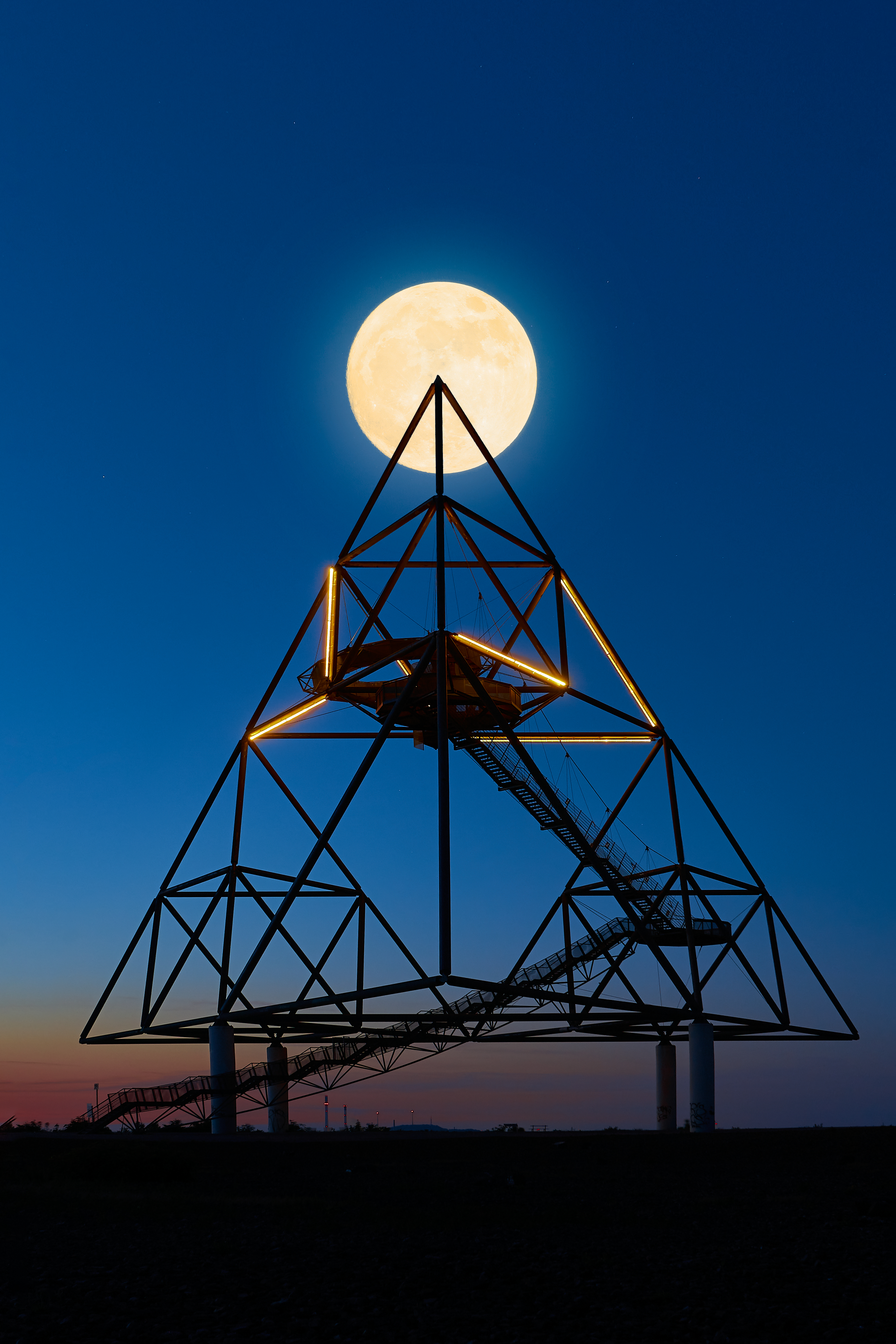
Tetraeder auf der Halde Beckstraße

Die Halde Beckstraße ist eine Bergehalde des Bergwerk Prosper-Haniel in Bottrop.

## Charakter
Sie gehört durch das auf ihr befindliche Tetraeder zu den bekanntesten Halden im Ruhrgebiet. Östlich, getrennt durch eine Bahnlinie, befindet sich die Halde Prosperstraße.
Die Halde Beckstraße entstand von 1963 bis 1980. Seit dem 2. Oktober 1995 ist sie aus der Bergaufsicht entlassen und Eigentum des Regionalverbands Ruhr.
Die Haldenform ist ein Tafelberg und das Haldenvolumen beträgt 11,8 Millionen Kubikmeter. Die Halde überragt ihre Umgebung um 80 Meter, ihre Gipfelhöhe beträgt 110 m ü. M..

## Kultivierung und Nutzung

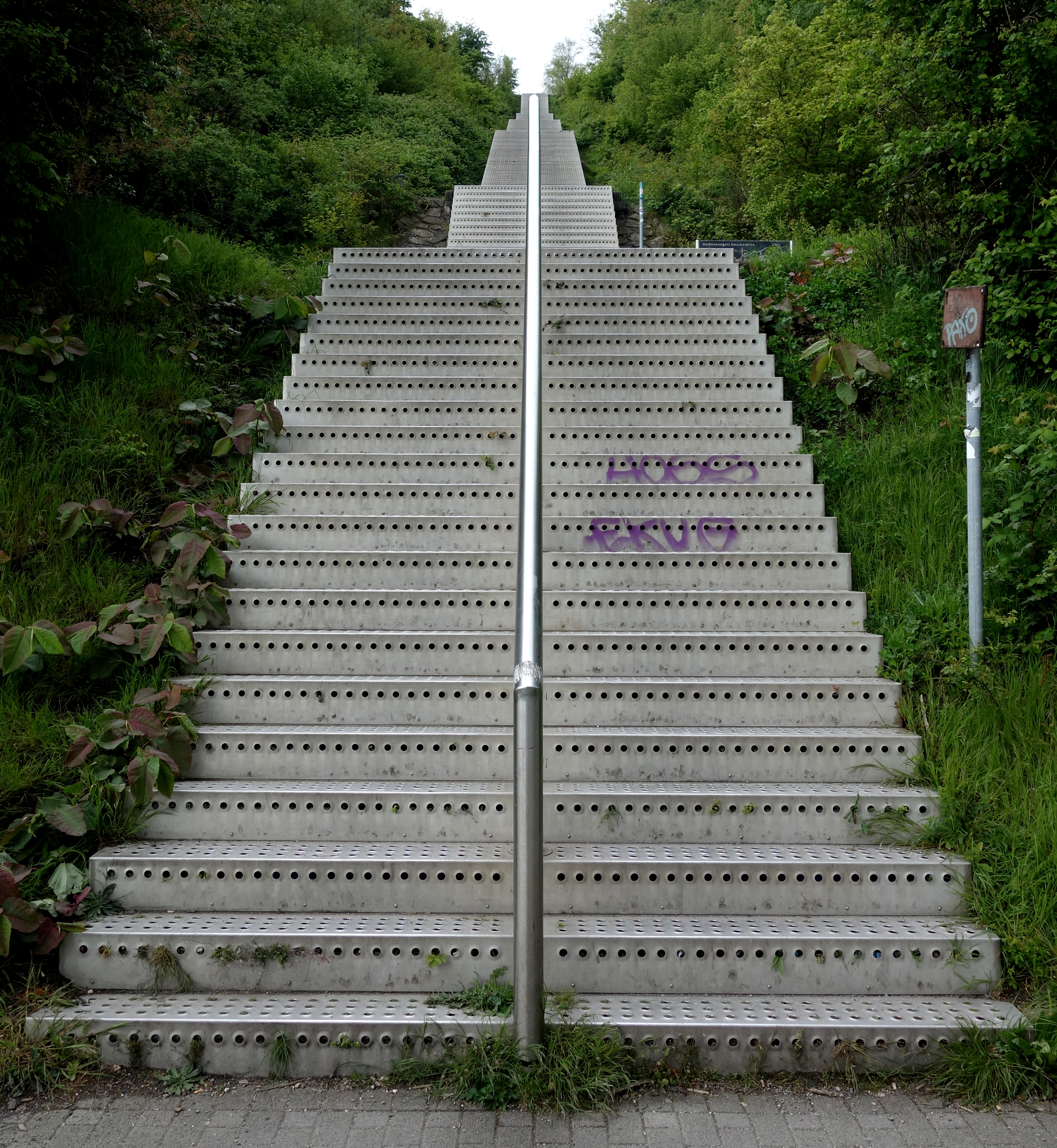
Treppe mit 387 Stufen zum Tetraeder

Auf ihr befindet sich der begehbare, etwa 60 Meter hohe Tetraeder und so bilden sie zusammen das Haldenereignis Emscherblick.
Von 2009 bis 2014 fuhr der Straßenpersonennahverkehr das Plateau der Halde an den Wochenenden mit einem Wasserstoffbus der Vestischen Straßenbahnen GmbH an.